# Andur, Belur
Andur là một làng thuộc tehsil Belur, huyện Hassan, bang Karnataka, Ấn Độ.